# Morcote
Morcote är en ort och kommun  i distriktet Lugano i kantonen Ticino, Schweiz. Kommunen har 707 invånare (2023).
Morcote ligger vid Luganosjön.